# Полунин, Александр Алексеевич
Александр Алексеевич Полунин — советский хозяйственный, государственный и политический деятель.

## Биография
Родился 19 июля 1937 год. Член КПСС.
С 1954 года — на хозяйственной, общественной и политической работе. В 1954—1997 гг. — прицепщик, тракторист, комбайнер Борковского совхоза Боровского района Кустанайской области Казахской ССР.
Делегат XXVII съезда КПСС.
За большой личный вклад в увеличение производства высококачественных товаров народного потребления был в составе коллектива удостоен Государственной премии СССР за выдающиеся достижения в труде 1987 года.
Жил в селе Борки,Боровском районе ,Костанайской области,Казахстане.В 1987 году переехал в город Костанай.У него родились две дочери-Екатерина(1962г.) и Лариса(1965г.)

## Награды и звания
- орден Ленина (08.04.1971)
- орден Октябрьской Революции (10.12.1973)
- орден Трудовой Славы 2 степени (19.02.1981)
- орден Трудовой Славы 3 степени (24.12.1976)